# Temengeng
Temengeng is een bestuurslaag in het regentschap Blora van de provincie Midden-Java, Indonesië. Temengeng telt 2169 inwoners (volkstelling 2010).